# Малетинское сельское поселение
Малетинское се́льское поселе́ние — муниципальное образование в Петровск-Забайкальском районе Забайкальского края Российской Федерации.
Административный центр — село Малета.

## География
Поселение располагается на западе Забайкальского края, находится в 500 км от Читы и в 75 км от Петровска-Забайкальского.

## История
Статус и границы сельского поселения установлены Законом Читинской области от 19 мая 2004 года «Об установлении границ, наименований вновь образованных муниципальных образований и наделении их статусом сельского, городского поселения в Читинской области».

## Население
| 2010  | 2011  | 2012  | 2013  | 2014  | 2015  | 2016  |
| ----- | ----- | ----- | ----- | ----- | ----- | ----- |
| 3099  | ↘3091 | ↘3017 | ↘2956 | ↘2923 | ↘2885 | ↘2834 |
| 2017  | 2018  | 2019  | 2020  | 2021  |       |       |
| ↘2786 | ↘2748 | ↘2727 | ↘2720 | ↘2371 |       |       |

## Состав сельского поселения
| № | Населённый пункт | Тип населённого пункта       | Население |
| - | ---------------- | ---------------------------- | --------- |
| 1 | Алентуй          | село                         | ↘116      |
| 2 | Малета           | село, административный центр | ↘2467     |
| 3 | Новоникольское   | село                         | ↘7        |
| 4 | Сохотой          | село                         | ↘88       |